# Al-Hufuf
Al-Hufuf ou Hofuf (arabe : al-hufūf الهفوف) est la capitale de l'oasis d'Al-Hassa, dans la province orientale d'ach-Charqiya d'Arabie saoudite, à la limite du désert de Rub al-Khali.
La ville proprement dite aurait une population de 1,2 million (recensement de 2009), et fait partie d'une grande oasis peuplée de  villes et villages d'environ 600 000 habitants. 
L'oasis est située à l'intérieur des terres, au sud-ouest de Abqaiq et de la région Dhahran-Dammam-Al-Khobar, au sud de la route pour Harad. Elle contiendrait plus de trois millions de palmiers-dattiers, et produirait 500 000 tonnes de dattes par an. 
C'est la ville la plus proche du champ pétrolifère de Ghawar, l'un des plus importants du pays en terre ferme.

## Culture
Hufuf est un important centre culturel de l'Arabie saoudite. Un grand nombre de familles bien connues y vivent. Le campus universitaire de l'université du roi Faisal permet des études dans les domaines agro-alimentaires et vétérinaires. Les femmes peuvent y poursuivre des études médicales, dentaires, et d'économie domestique. Les autres domaines d'études sont disponibles à Dammam. 
Ce serait le lieu de sépulture des amoureux Majnoun et Leila, le couple le plus populaire dans la tradition et l'imaginaire culturel arabes. Selon la légende, également, la reine de Saba aurait visité la ville, depuis son royaume au Yémen. 

## Histoire
Hofuf est le chef-lieu du sandjak du Nejd (1871-1915), rattaché au Vilayet de Bagdad, transféré au Vilayet de Bassora en 1875.

## Ethnographie
Au début du XXe siècle, la population de Hofuf, au sens strict, est estimée à 25 000, dont 75 % de sunnites, pour 25 % de chiites duodécimains. La ville reste mêlée de sunnites et de chiites. Elle a toujours été un centre important pour le rite malékite de l'islam sunnite dans la péninsule arabique. 
Les villages des oasis environnantes sont également un centre important de l'islam chiite de la péninsule.

## Curiosité
- le musée d'Al-Hofuf,
- le Qasr Ibrahim, restauré, autour de la mosquée Al-Quba, de 1571,
- le souq Qaisariya,
- le marché aux chameaux,

## Personnalités liées
- Salah Al Budair (1970-), conteur et imam, y est né.